# Servisch

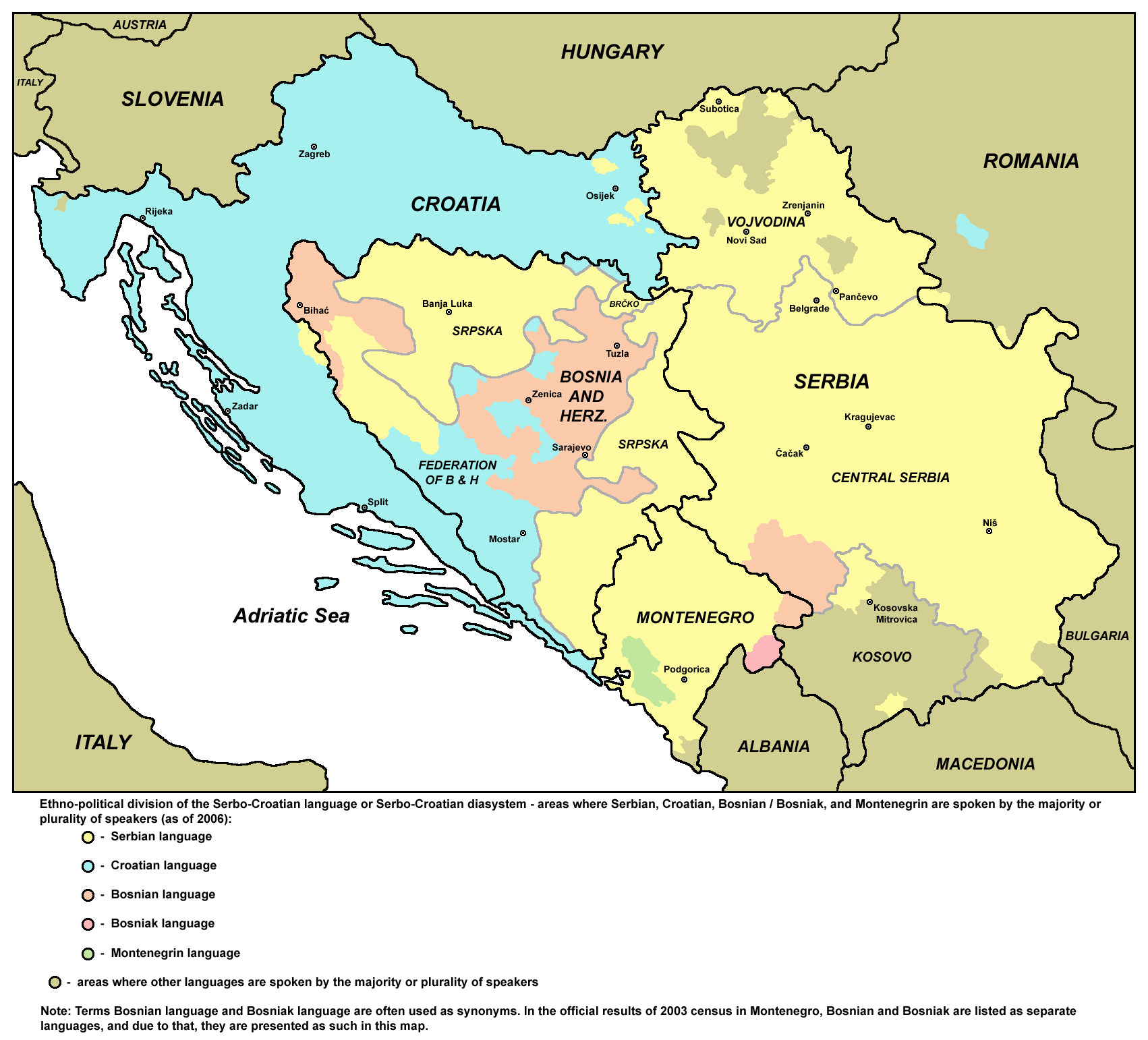
Servisch-Kroatische talen in 2006

Servisch (српски/srpski) is een van de standaardvarianten van het Servo-Kroatisch, behorend tot de zuidelijke groep van de Slavische talen. Het is de officiële taal van Servië en Montenegro en een van de officiële talen in Kosovo en Bosnië en Herzegovina, waar het vooral gebruikt wordt in de Servische Republiek.
De Servische standaardtaal is gebaseerd op een Neoštokavisch dialect (zie ook Varianten van het Servo-Kroatisch). In het zuidoosten van Servië wordt ook Torlakisch gesproken, wat als een Servisch-Bulgaars grensdialect gezien kan worden.

## Kenmerken
Enkele specifieke kenmerken van het Servisch binnen het Servo-Kroatisch (zie daar voor een algemeen beeld):
- "Ekavisch" (ekavica): de Protoslavische ě is e geworden: vreme (tijd) , devojka (meisje), hteo ([hij] wilde) vs. jekavisch (jekavica) (Kroatische en Bosnische standaard) vrijeme, djevojka, htio.
Bosnische Serviërs spreken en schrijven over het algemeen Servisch in jekavica, en er wordt ook Servisch met ikavica gesproken/geschreven.
- Woordenschat: in het Servisch worden vaker niet-Slavische leenwoorden uit de moderne Europese woordenschat gebruikt dan in het Kroatisch, dat meer nieuwe woorden op basis van Slavische stammen maakt. Voorbeelden: avion (vliegtuig) vs. Kroatisch zrakoplov (lett.: luchtvaarder), fabrika (fabriek) vs. tvornica en fudbal (voetbal) vs. nogomet.
- Enkele woorden onderscheiden zich in geslacht en daardoor in verbuiging, zoals Servisch minut (m) (minuut) vs. Kroatisch minuta (v) en (andersom) planeta (v) (planeet) vs. planet (m). Het Bosnisch gaat hier over het algemeen met het Servisch mee.
- Enkele specifieke spellingsregels, waaronder de spelling van werkwoorden in de toekomende tijd: "ik zal spreken"="govoriću", terwijl in Bosnië en Kroatië "govorit ću", als twee aparte woorden, wordt gespeld (de uitspraak verschilt niet).
- In bepaalde constructies wordt de infinitief vermeden, in plaats daarvan gebruikt men een bijzin: "ik wil schrijven"="hoću da pišem" (letterlijk "ik wil dat ik schrijf"), waar in Kroatië "hoću pisati wordt gezegd en geschreven (pisati is de infinitief). Dit verschijnsel is een uitwaaiering van invloed uit andere zuidelijke en oostelijke Balkantalen zoals het Bulgaars, Grieks en Roemeens, die eveneens een sterk gereduceerd of zelfs geheel geen gebruik van de infinitief kennen.
- Afwijkende klemtoon, toon of klinkerlengte, hierbij moet worden opgemerkt dat voor alle varianten van het Servo-Kroatisch geldt dat de voorgeschreven standaard niet altijd met de werkelijkheid overeenkomt en de accentuatie per dialect behoorlijk kan verschillen.
- Zowel het Cyrillische als het Latijnse schrift worden gebruikt. Traditioneel is het cyrillische schrift dominant, maar het Latijnse schrift is in opkomst en geldt in sommige kringen als "modern". Een aantal belangrijke kranten en tijdschriften in Servië verschijnt bijvoorbeeld in Latijns schrift. Op de Servische editie van Wikipedia wordt zowel het Cyrillische als het Latijnse schrift gebruikt.
- Het Servisch en het Bosnisch bevatten een groot aantal Turkse leenwoorden (Turcizam) (bijv. Pamuk voor katoen, majmun (aap), jogurt (yoghurt)), wat komt doordat Servië lange tijd deel uitmaakte van het Ottomaanse Rijk.

## Alfabet
Het Servische alfabet heeft dertig tekens, die elk een klank representeren.
De volgende tabel geeft een overzicht over het Servische cyrillische alfabet en het Servische Latijnse alfabet:
| Cyrillisch | Latijn |
| ---------- | ------ |
| А а        | A a    |
| Б б        | B b    |
| В в        | V v    |
| Г г        | G g    |
| Д д        | D d    |
| Ђ ђ        | Đ đ    |
| Е е        | E e    |
| Ж ж        | Ž ž    |
| З з        | Z z    |
| И и        | I i    |

| Cyrillisch | Latijn |
| ---------- | ------ |
| Ј ј        | J j    |
| К к        | K k    |
| Л л        | L l    |
| Љ љ        | Lj lj  |
| М м        | M m    |
| Н н        | N n    |
| Њ њ        | Nj nj  |
| О о        | O o    |
| П п        | P p    |
| Р р        | R r    |

| Cyrillisch | Latijn |
| ---------- | ------ |
| С с        | S s    |
| Т т        | T t    |
| Ћ ћ        | Ć ć    |
| У у        | U u    |
| Ф ф        | F f    |
| Х х        | H h    |
| Ц ц        | C c    |
| Ч ч        | Č č    |
| Џ џ        | Dž dž  |
| Ш ш        | Š š    |